# Ruše
Ruše (německy Maria Rast) jsou město a středisko stejnojmenné občiny ve Slovinsku v Podrávském regionu. Nachází se asi 11 km západně od Mariboru. V roce 2019 zde žilo 4 256 obyvatel.
Obec byla poprvé zmíněna v roce 1091.
Kolem města protéká řeka Dráva. Sousedními městy jsou Dravograd a Maribor.
Ve městě byla v roce 2014 postavena továrna, školící a logistické centrum výrobce sanitární techniky Geberit.
Asi 1 km za západním koncem města (za areálem Geberit) se nachází 2 metry od železniční trati sloup Locus Perennis ("stálý bod") - jeden z pouhých sedmi výškových bodů základní nivelační zeměměřičské sítě Rakouska-Uherska z roku 1878.
Římskokatolický kostel byl poprvé zmíněn v dokumentu z roku 1387, zničen při tureckém útoku v 1532, krátce poté obnoven, rozšířen v 17. století a poškozen při požáru v roce 1779.